# Padun
Padun (rzadziej: paduna; przestarz.: pardun, parduna; z hol. pardoen) - jedna z lin olinowania stałego stosowanych na dużych żaglowcach do usztywniania masztu. Spełnia podobną rolę jak wanta biegnąc jednak do wyższych części masztu niż wanta, a przy burcie kończąc się tuż za wantami. Spełnia również podobną rolę jak baksztag, jednak w odróżnieniu od baksztagu nie jest luzowana przy manewrach. Paduny, podobnie jak wanty i baksztagi, występują parami - symetrycznie po obu burtach i są mocowane do podwięzi burtowych. Przy maszcie paduny są mocowane do szczytów kolejnych steng, czyli końcowych części kolejnych fragmentów masztu dzielonego. Jeśli jest to maszt jednolity, paduny kończą się u góry na kolejnych piętrach żagli.
Na mniejszych jednostkach rolę padunów spełniają pojedyncze wanty.